# Hosanna (nombre)
Osdana  
es un nombre propio femenino en su variante en español. Procede del hebreo הושענות y significa «la que tiene salud». 

## Origen
Hosanna empezó siendo una aclamación dada en la Biblia, en el Nuevo Testamento, de la gente cuando Jesús hizo su entrada en Jerusalén (Mateo 21:9). Terminó siendo usado este término como alegre aclamación a Dios, o también al rey. Actualmente es usado como nombre propio femenino.

## Equivalencias en otros idiomas
| Variantes en otras lenguas | Variantes en otras lenguas |
| -------------------------- | -------------------------- |
| Español                    | Hosanna                    |
| Alemán                     | Hosianna                   |
| Catalán                    | Hosanna                    |
| Checo                      | Hosana                     |
| Francés                    | Hosanna                    |
| Hebreo                     | הושענות                    |
| Holandés                   | Hosanna                    |
| Inglés                     | Hosanna                    |
| Italiano                   | Osanna                     |
| Lituano                    | Osana                      |
| Polaco                     | Hosanna                    |
| Portugués                  | Hosana                     |
| Ruso                       | Осанна                     |

- Datos: Q104417581
- Multimedia: Osanna (given name) / Q104417581